# La Fille du régiment (film)
Pour les articles homonymes, voir La Fille du régiment.
Pour plus de détails, voir Fiche technique et Distribution.
La Fille du régiment est un film français réalisé par Pierre Billon et Karel Lamač, sorti en 1933. Il s'agit de la version française de Die Tochter des Regiments (en).

## Synopsis
Pendant la Première Guerre mondiale, une petite fille est retrouvée et sauvée par un régiment écossais, qui l'adopte comme la fille du régiment. De nombreuses années plus tard, elle est adulte lorsque les Highlanders sont envoyés en mission spéciale dans les montagnes de Bavière pour sévir contre les contrebandiers de whisky...

## Fiche technique
- Titre : La Fille du régiment
- Réalisation : Pierre Billon et Karel Lamač
- Scénario : Hans Heinz Zerlett, d'après l'opéra-comique de Gaetano Donizetti
- Photographie : Otto Heller, Kurt Neubert et Ernst Mühlrad
- Décors : Heinz Fenchel
- Costumes : Hermann J. Kaufmann
- Son : Alfred Norkus, Hermann Storr et Ella Ensink
- Musique : Gaetano Donizetti, Michel Michelet et Jean Boyer
- Pays d'origine :  France
- Production : Vandor Film
- Genre :Comédie
- Durée : 90 minutes
- Date de sortie : 
  - France : 12 juin 1933
- Affiche : Constantin Belinsky (France)

## Distribution
- Anny Ondra : Mary
- Pierre Richard-Willm : Lord Robert
- Marfa Dhervilly : Lady Diana
- Claude Dauphin : le lieutenant Williams
- Paul Asselin : le sergent Bully
- Paul Clerget : le général
- Jean Ayme : le majordome
- José Davert : le contrebandier
- Raymond Rognoni : le commandant
- Andrée Lorraine : Edith